# Jim Atkins
Jim Atkins war ein US-amerikanischer Jazzgitarrist. Er war der älteste Bruder (sein Halbbruder) des Gitarristen Chet Atkins.

## Leben
Neben Chet und Jim Atkins gab es noch einen mittleren Bruder, Lowell Atkins, der lange Zeit in Kokomo, Indiana, arbeitete. Jim Atkins war der erste der drei Brüder, der eine Karriere im Musikgeschäft einschlug. „Jim was the first to ‘make it’ in the music business“, sagte Chet Atkins später. Bei einer Radiostation in Birmingham, Alabama, arbeitete Jim Atkins als Disc Jockey. Er hatte auch eigene Radiosendungen mit dem Elektronikbastler Leo Fender gesendet. Während des Zweiten Weltkrieges war Atkins Sänger in Fred Warings Band und spielte gleichzeitig zusammen mit dem Gitarristen Les Paul in einer gemeinsamen Radioshow. Atkins ist auch auf einigen von Bruder Chets frühen Aufnahmen bei RCA Victor zu hören.
Atkins selbst bekam 1953 einen Plattenvertrag bei Coral Records, wo er verschiedene Titel einspielte; I’m A Ding Dong Daddy From Dumas und Juke Joint Johnnie wurden im selben Jahr auf einer Single veröffentlicht. 1959 erschien auf dem kleinen Label Leo’s eine Platten mit einem Jimmy Atkins als Gitarristen, der Rockabilly-Sänger Barry Etris begleitete. Ob dieser Jimmy Atkins und Jim Atkins dieselbe Person sind, ist ungeklärt. Jim sang mit seiner Bariton Stimme auf einer Seite von Chet Atkins’ LP Platte "Guitar Genius", mit Chet als Begleiter.
Jim Atkins zog sich jedoch aus dem Musikgeschäft zurück und wurde stattdessen Programmdirektor des Radiosenders KOA in Denver, Colorado. 1968 gab er diese Tätigkeit auf und zog wieder nach Nashville, Tennessee, um mit seinem Bruder Chet im Publishinggeschäft zu arbeiten.

## Diskografie
| Jahr          | Titel                                                                              | #        | Anmerkungen         |
| ------------- | ---------------------------------------------------------------------------------- | -------- | ------------------- |
| Coral Records |                                                                                    |          |                     |
|               | The Handout Song / Silver Dollars Tinkling Down                                    | 60082    |                     |
|               | Don’t Play This Song / Dime a Dozen                                                | 600086   |                     |
|               | T-E-X-A-S / When Evening Shadows Fall                                              | 60136    |                     |
| 1953          | Juke Joint Johnny / I’m A Ding Dong Daddy (From Dumas)                             | 64147    | mit den Pinetoppers |
|               | I Shore Ain’t Gettin’ Rich Playing This Doggone Fiddle / You Can’t Help Being Ugly | ?        |                     |
| Leo’s Records |                                                                                    |          |                     |
| 1959          | I’ve Met My One and Only / Faded Rose                                              | 2011/2-L | mit Barry Etris     |